# プルタルコス

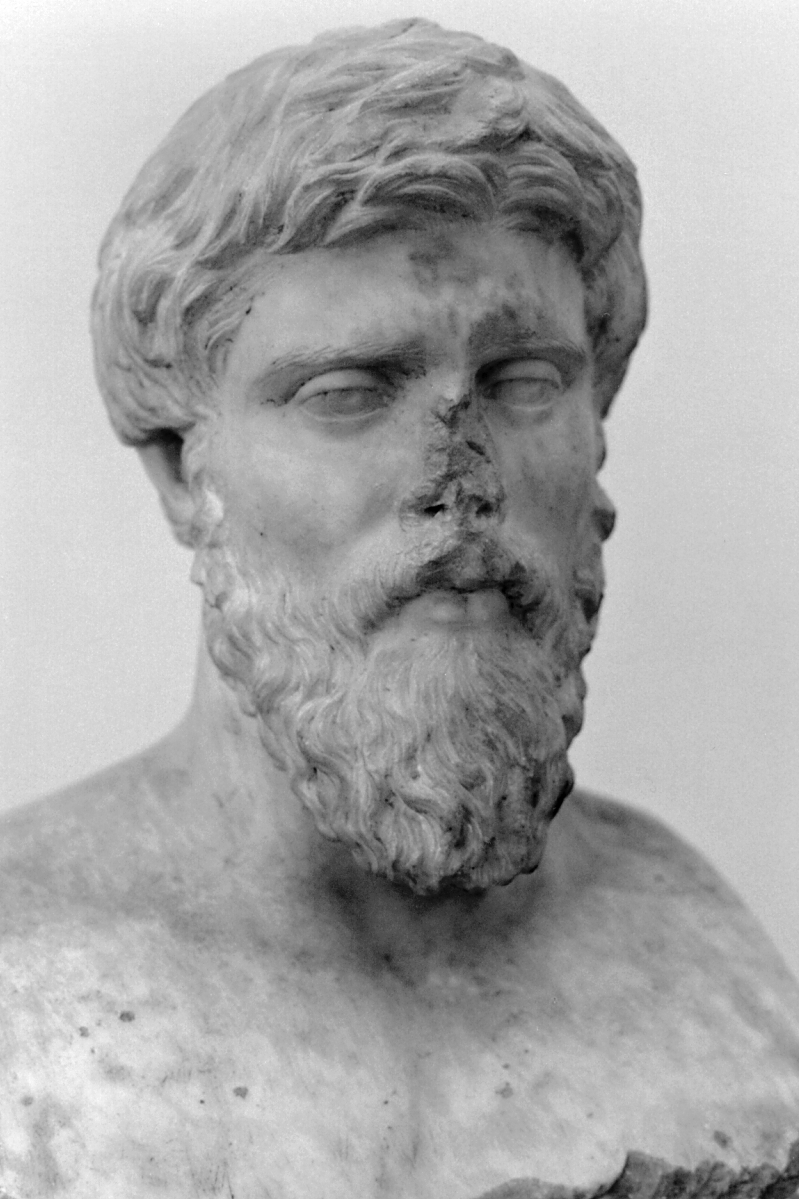
プルタルコス

プルタルコス（希: Πλούταρχος、羅：Plutarchus、46年頃 - 119年以降）は、帝政ローマのギリシア人著述家。著作に『対比列伝』（英雄伝）などがある。英語名のプルターク（Plutarch [ˈpluːtɑrk]）でも知られる。

## 略歴
ボイオティアにあるカイロネイアの名門出身。アテナイで数学と自然哲学を学び、ギリシャ本土と小アジアのサルディス、エジプトのアレクサンドリアに赴き、カイロネイアの使節としてローマにも度々滞在した。生涯を故郷で過ごし、市民と親しく付き合い、ローマからの客をもてなしたので、家は大いに賑わったとされる。一方では、デルフォイ神殿の神官と交流を持ち、神託を推奨した。
思想的には、アカデメイア派または中期プラトン主義に属し、その他ストア派やペリパトス派の考え方も取り入れ、折衷主義、穏健な懐疑主義の立場をとった。

## 著作
著作活動に熱心で、3世紀頃に編纂されたプルタルコス著作目録『ランプリアス・カタログ』には、『対比列伝』（英雄伝）をはじめ、227もの書物が挙げられている。
『対比列伝』は1人の人物を記述した単独伝記4編と、古代ギリシアの人物と古代ローマの人物を対比した対比列伝22編からなる。対比列伝では、アテナイの王テセウスと王政ローマを建国したロムルス、スパルタの立法者リュクルゴスとローマの古王ヌマ、アレクサンドロス3世（大王）とカエサル、などが対比されている。
この『対比列伝』は16世紀にジャック・アミヨによる仏訳がなされ、その仏語版から17世紀のサー・トマス・ノースが訳した英語版を参考にシェイクスピアは『ジュリアス・シーザー』、『アントニーとクレオパトラ』、『コリオレイナス』などのローマ史劇を執筆したとされる。
『倫理論集（モラリア）』は政治・宗教・哲学などについて論じた随想集であり、エッセーの起源であるとされる。のちにモンテーニュ『エセー』やラブレーなどのルネサンス期のフランス文学や、ラ・ロシュフーコーなど17、18世紀のフランスモラリストに、大いなる影響があった。

## 日本語訳
対比列伝
- 『英雄伝』全6巻、柳沼重剛・城江良和訳、京都大学学術出版会〈西洋古典叢書〉、2007-2021年[3]
- 『プルターク英雄伝』全12巻、河野与一訳、岩波書店〈岩波文庫〉、1952-1956年。初の原典完訳（度々復刊）
- 『プルタルコス英雄伝』全3巻、村川堅太郎編、ちくま文庫、1987年／ちくま学芸文庫、1996年
  - 抜粋版：元版『世界古典文学全集23　プルタルコス』筑摩書房、1966年（度々復刊）
- 『プルターク英雄伝』全8巻、鶴見祐輔訳、潮出版社〈潮文庫〉、1971-1972年、新版1984年
  - 英訳版からの重訳[4]、抜粋版：潮文学ライブラリー（全1巻、2000年）
- 『プリューターク英雄伝』 澤田謙訳[5]、講談社文芸文庫、2012年。訳者独自の視点での編訳本
- 『新訳 アレクサンドロス大王伝』 森谷公俊訳・解説、河出書房新社、2017年

倫理論集（モラリア）
- 『モラリア』全14巻、戸塚七郎・松本仁助・伊藤照夫ほか全9名訳
京都大学学術出版会〈西洋古典叢書〉、1997年-2018年に刊行
- 『倫理論集の話』（抜粋訳） 河野与一選訳、岩波書店、1964年、復刊1983年ほか
- 『モラリア』抜粋版は以下。各・柳沼重剛訳（岩波文庫）
  - 『饒舌について　他五篇』（1985年）
  - 『愛をめぐる対話　他三篇』（1986年）
  - 『食卓歓談集』（1987年） - 「酒席で哲学論議をしてもよいか」など33編。
  - 『似て非なる友について　他三篇』（1988年）
  - 『エジプト神イシスとオシリスの伝説について』（1996年）
- 『古代ホメロス論集』 内田次信訳、京都大学学術出版会〈西洋古典叢書〉、2013年
プルタルコス「ホメロスについて 1・2」／ヘラクレイトス「ホメロスの寓意」を収録

### 研究
- 『『英雄伝』の挑戦　新たなプルタルコス像に迫る』
小池登・佐藤昇・木原志乃編、京都大学学術出版会、2019年